# Hrebinka
Hrebinka (ukrainisch Гребінка; russisch Гребёнка Grebjonka) ist eine Stadt im Westen der ukrainischen Oblast Poltawa mit etwa 11.000 Einwohnern (2019).

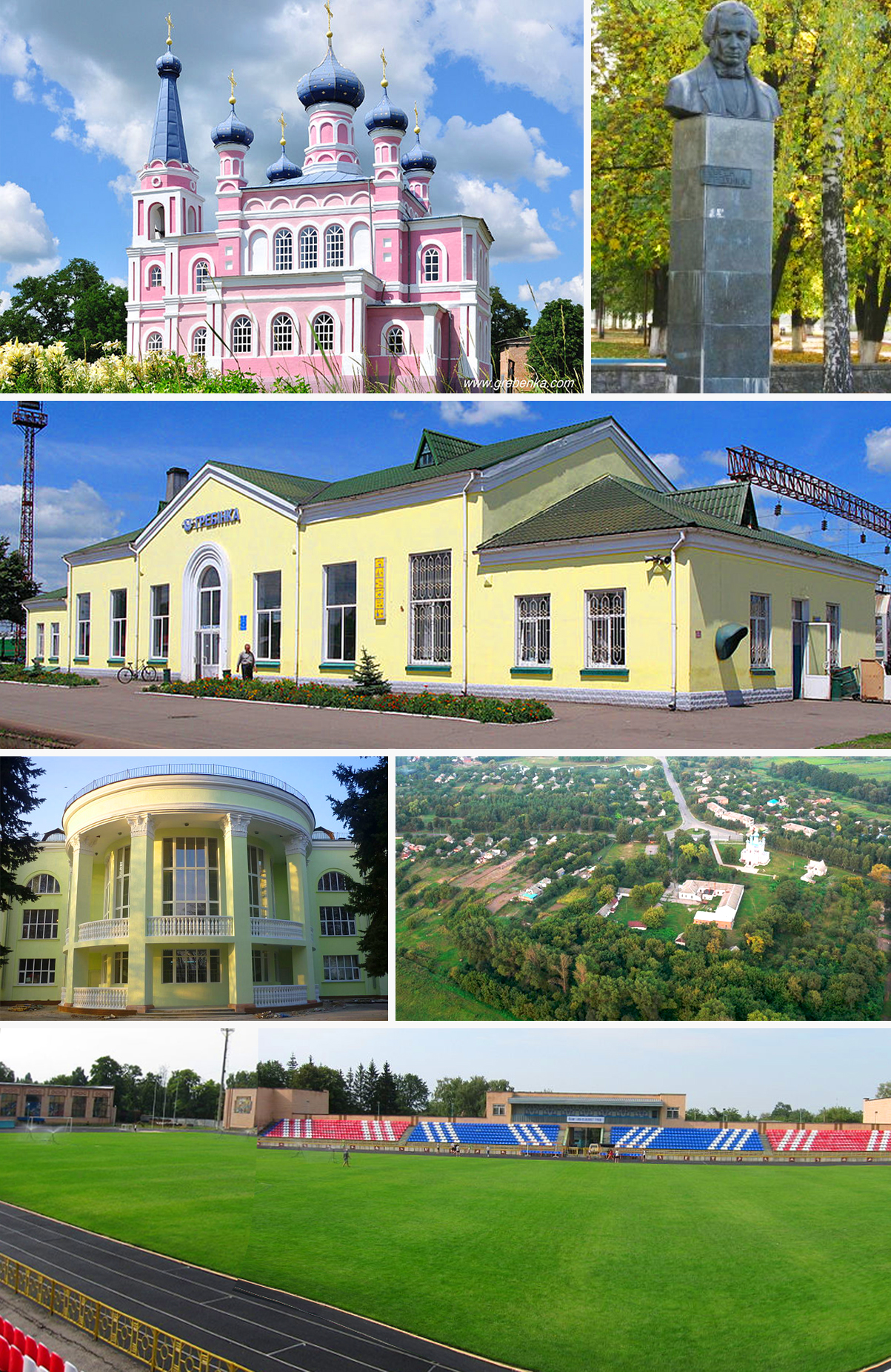
Collage Hebrinka

Die Stadt liegt am Ufer des Flusses Hlyna Orschyzja und ist nach dem in der Nähe geborenen romantischen Schriftsteller Jewhen Hrebinka benannt. Sie war bis Juli 2020 Verwaltungssitz des gleichnamigen Rajons Hrebinka.

## Geschichte
Die Stadt Hrebinka hat ihre Entstehung überwiegend der Tatsache zu verdanken, dass an dieser Stelle Ende des 19. Jahrhunderts ein wichtiger zentralukrainischer Eisenbahnknotenpunkt entstand. Davor hatte bereits das Dorf Tin (ukrainisch Тінь, russisch Тень) bestanden, welches zunächst der sich um den Bahnhof entwickelnden Siedlung den Namen gab. 1901 erhielt der Ort seinen heutigen Namen. Während des Russischen Bürgerkriegs war Hrebinka zwischen der Armee der Ukrainischen Republik und der Roten Armee hart umkämpft. Bis 1939 war der Ort auf 4300 Einwohner angewachsen.
Nach dem Zweiten Weltkrieg stieg die Bevölkerungszahl stark an, so dass 1959, als Hrebinka am 21. Oktober den Status einer Stadt erhielt, bereits 10.650 Einwohner in der Ortschaft lebten. Bis in die 1970er Jahre wuchs die Bevölkerung weiter an und 1979 lebten 13.664 Einwohner in Hrebinka. In den 1980er Jahren hatte die Stadt bereits einen leichten Rückgang zu verzeichnen. Dieser Trend hat sich seit 1990 noch verstärkt.

## Verkehr
Hrebinka liegt am Schnittpunkt der Eisenbahnlinie Kiew-Poltawa-Charkiw mit der Linie Odessa-Tscherkassy-Pryluky-Tschernihiw-Belarus. Über die Territorialstraße T-17-09 besteht eine Verbindung zur E 40, welche 15 km nordwestlich der Stadt verläuft.

## Verwaltungsgliederung
Am 31. März 2017 wurde die Stadt zum Zentrum der neugegründeten Stadtgemeinde Hrebinka (Гребінківська міська громада/Hrebinkiwska miska hromada). Zu dieser zählten auch die 7 Dörfer Hulakiwka, Marjaniwka, Nowodar, Orschyzja, Poljowe, Sahrebellja und Slobodo-Petriwka in der untenstehenden Tabelle aufgelisteten Dörfer, bis dahin bildete sie die gleichnamige Stadtratsgemeinde Hrebinka (Гребінківська міська рада/Hrebinkiwska miska rada) im Zentrum des Rajons Hrebinka.
Am 12. Juni 2020 kamen noch weitere 34 in der untenstehenden Tabelle aufgelistete Dörfer zum Gemeindegebiet.
Am 17. Juli 2020 kam es im Zuge einer großen Rajonsreform zum Anschluss des Rajonsgebietes an den Rajon Lubny.
Folgende Orte sind neben dem Hauptort Hrebinka Teil der Gemeinde:
| Name                     | Name              | Name                                  |
| ukrainisch transkribiert | ukrainisch        | russisch                              |
| ------------------------ | ----------------- | ------------------------------------- |
| Beresiwka                | Березівка         | Березовка (Beresowka)                 |
| Bessidiwschtschyna       | Бесідівщина       | Беседовщина (Bessedowschtschina)      |
| Horby                    | Горби             | Горбы (Gorby)                         |
| Hryhoriwka               | Григорівка        | Григоровка (Grigorowka)               |
| Hruschkiwka              | Грушківка         | Грушковка (Gruschkowka)               |
| Hulakiwka                | Гулаківка         | Гулаковка (Gulakowka)                 |
| Kornijiwka               | Корніївка         | Корнеевка (Kornejewka)                |
| Korowaji                 | Короваї           | Короваи (Korowai)                     |
| Kulaschynzi              | Кулажинці         | Кулажинцы (Kulaschinzy)               |
| Lutajka                  | Лутайка           | Лутайка (Lutaika)                     |
| Majorschtschyna          | Майорщина         | Майорщина (Majorschtschina)           |
| Marjaniwka               | Мар'янівка        | Марьяновка (Marjanowka)               |
| Mychajliwka              | Михайлівка        | Михайловка (Michailowka)              |
| Nataliwka                | Наталівка         | Наталовка (Natalowka)                 |
| Nowodar                  | Новодар           | Новодар                               |
| Nowoseliwka              | Новоселівка       | Новоселовка (Nowoselowka)             |
| Owsjuky                  | Овсюки            | Овсюки (Owsjuki)                      |
| Oleksandriwka            | Олександрівка     | Александровка (Alexandrowka)          |
| Oleksijiwka              | Олексіївка        | Алексеевка (Alexejewka)               |
| Orschyzja                | Оржиця            | Оржица (Orschiza)                     |
| Ossawulschtschyna        | Осавульщина       | Есаульщина (Jessaulschtschina)        |
| Pawliwschtschyna         | Павлівщина        | Павловщина (Pawlowschtschina)         |
| Pokrowschtschyna         | Покровщина        | Покровщина (Pokrowschtschina)         |
| Poljowe                  | Польове           | Полевое (Polewoje)                    |
| Potschajiwka             | Почаївка          | Почаевка (Potschajewka)               |
| Pyssarschtschyna         | Писарщина         | Писарщина (Pissarschtschina)          |
| Rudka                    | Рудка             | Рудка                                 |
| Sahrebellja              | Загребелля        | Загребелье (Sagrebelje)               |
| Sajiwka                  | Саївка            | Саевка (Sajewka)                      |
| Serbyniwka               | Сербинівка        | Сербиновка (Serbinowka)               |
| Simaky                   | Сімаки            | Семаки (Semaki)                       |
| Skotschak                | Скочак            | Скочак                                |
| Sliporid-Iwaniwka        | Сліпорід-Іванівка | Слепород-Ивановка (Sleporod-Iwanowka) |
| Slobodo-Petriwka         | Слободо-Петрівка  | Слободо-Петровка (Slobodo-Petrowka)   |
| Sotnyzke                 | Сотницьке         | Сотницкое (Sotnizkoje)                |
| Stukaliwka               | Стукалівка        | Стукаловка (Stukalowka)               |
| Switanok                 | Світанок          | Свитанок                              |
| Tarassiwka               | Тарасівка         | Тарасовка (Tarassowka)                |
| Topolewe                 | Тополеве          | Тополевое (Topolewoje)                |
| Widradne                 | Відрадне          | Отрадное (Otradnoje)                  |
| Wyssoke                  | Високе            | Высокое (Wyssokoje)                   |